# 楊寅秋
楊寅秋（1547年—1601年），字義叔，號臨皋、林皋，江西吉安府泰和縣人，民籍，明朝政治人物、進士出身。

## 生平
萬曆元年（1573年）癸酉科江西鄉試第七十六名，萬曆二年（1574年）甲戌科會試第六十四名，登三甲第二百一十二名進士。三年任东莞县知县，十年八月考选云南道試御史，弹劾吏部尚書王国光等人，使其去职閑住。十一年正月升浙江按察司佥事，轉贵州布政司参议，十六年十月升云南副使。二十二年九月调任广西副使，分巡左江，累升贵州按察使，参与平定播州杨应龙之乱，二十八年九月因患病回籍调理，不久去世，三十二年追赠太仆寺卿。

## 家族
曾祖父楊宗明，曾任官生；祖父楊思堯；父楊紹祖。母蕭氏；前母蕭氏。慈侍下。兄寅春。弟寅冬、寅命。子嘉祯、嘉祚、嘉祎、嘉福。